# Монтажный стол
Монта́жный стол — устройство для просмотра отснятой киноплёнки и монтажа кинофильмов. Используется при «оптической» технологии кинопроизводства в цехах монтажа на киностудиях. В настоящее время простейшие монтажные столы используются в кинохранилищах для просмотра архивных киноплёнок, а также в кинотеатрах для склеивания частей фильма в один рулон, предназначенный для плэттеров. Упрощённые устройства просмотра 8 и 16-мм киноплёнки — киноскопы — выпускались для кинолюбителей. Современная цифровая технология монтажа кинофильмов основана на использовании вместо монтажного стола компьютера.
Звукомонтажный аппарат — устройство, состоящее из кинопроектора, способного одновременно транспортировать две киноплёнки: одну с изображением и вторую с фонограммой. Звукомонтажные аппараты стали первыми устройствами для монтажа, и позднее были практически полностью вытеснены звукомонтажными столами.
Звукомонта́жный стол — комбинация звукомонтажного аппарата и монтажного стола, предназначенная для одновременного монтажа и синхронизации разных киноплёнок с изображением и оптической  фонограммой. В отличие от обычного монтажного стола, оснащённого одним лентопротяжным механизмом, звукомонтажные имеют два (двухактовые столы), которые могут работать как синхронно, так и независимо друг от друга. Современные столы кроме оптической могут работать также с магнитной фонограммой на 35 или 16-мм перфорированной магнитной ленте, а также с цифровыми фонограммами. Для работы с двумя фонограммами используются трёхактовые столы, а для работы с двумя фонограммами и двумя киноплёнками с изображением многокамерной съёмки — четырёхактовые.

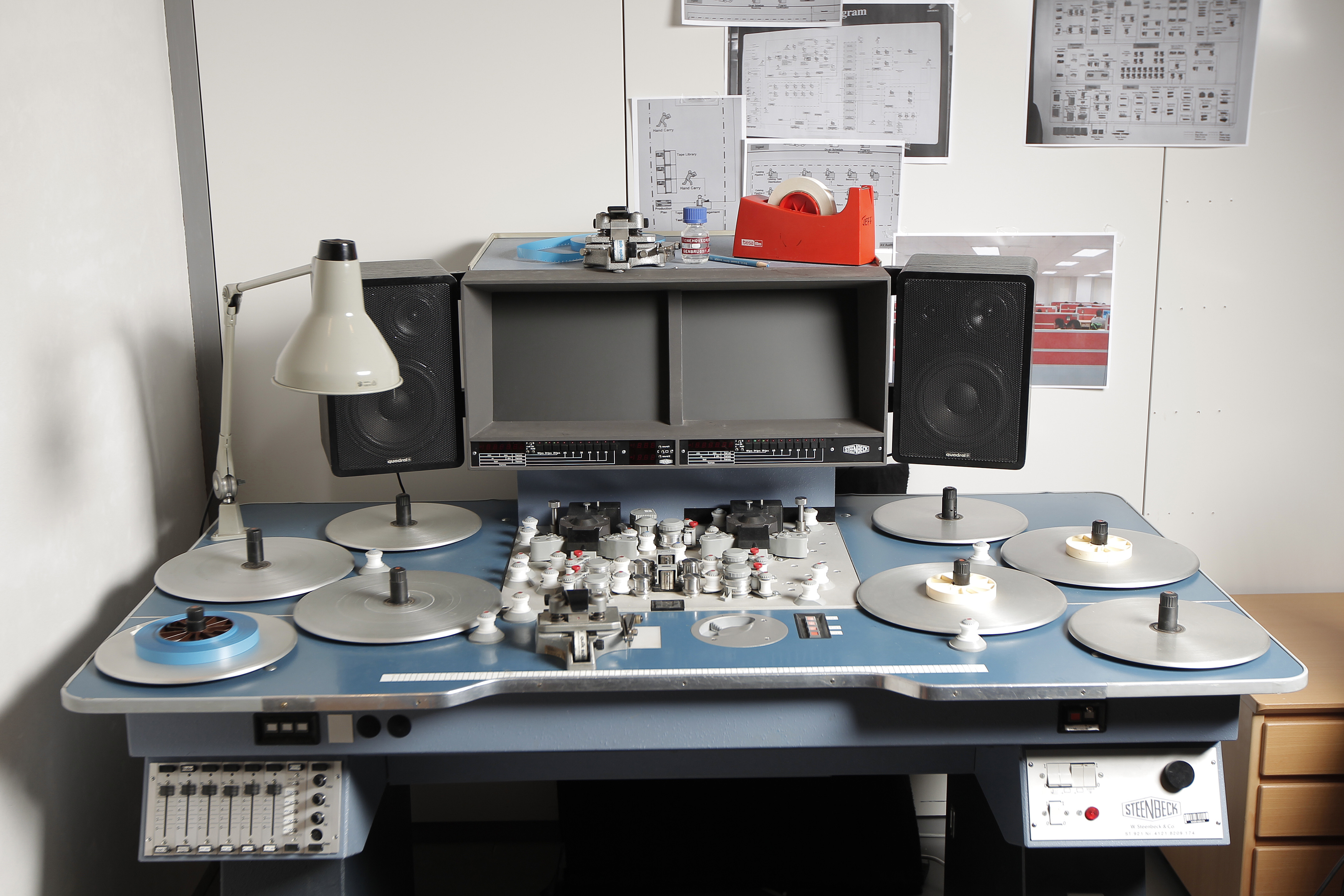
Профессиональный четырёхактовый звукомонтажный стол «Steenbeck» с двумя экранами, рассчитанный на работу с двумя киноплёнками изображения многокамерной съёмки и двумя фонограммами

Монтажными столами на телевидении называли оборудование линейного электронного видеомонтажа, функциональный принцип построения которого заимствован из кинематографа. В настоящее время монтажные контроллеры (пульты, управляющие монтажными видеомагнитофонами) в основном вытеснены компьютерами, предназначенными для нелинейного монтажа.

## Устройство
Особенностью лентопротяжного тракта монтажных столов является возможность просмотра изображения на просветном экране при движении киноплёнки с любой скоростью и в любом направлении. Для этого вместо скачковых механизмов используется оптическая компенсация при непрерывном движении плёнки. Кроме удобства просмотра и поиска нужных кадриков, такое устройство снижает износ рабочего позитива, повреждения которого недопустимы. Сохранности плёнки также способствует специальная осветительная система с небольшой теплоотдачей и автоматическим уменьшением накала лампы во время стоп-кадра или замедленного просмотра. Движение может осуществляться как ручным приводом при малых скоростях, так и электроприводом. 

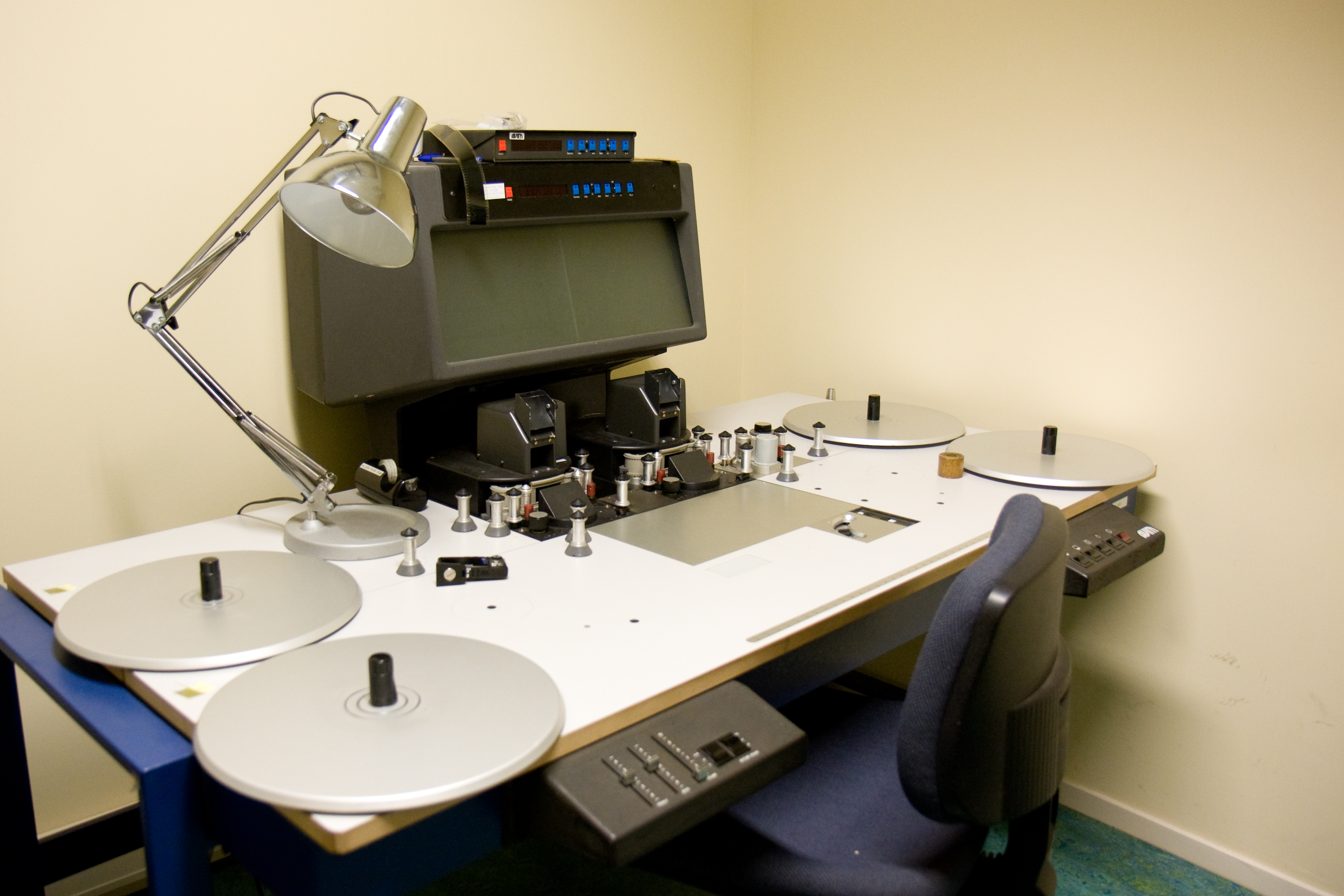
Современный звукомонтажный стол для двух киноплёнок с изображением и цифрового звука

Большинство современных монтажных столов допускают ускоренный просмотр материала вплоть до десятикратной скорости от нормальной частоты киносъёмки. Стандартные скорости просмотра 24/25 кадров в секунду стабилизируются кварцевым резонатором. Управление движением приводов осуществляется кнопками пульта и педалями, вмонтированными в основание стола. Каждый из лентопротяжных трактов оснащён счётчиком, позволяющим определять места склеек с кадровой точностью. Для измерения длины плёнок на поверхности стола предусмотрена специальная линейка, размеченная в кадрах и сантиметрах. Кроме того, на большинстве столов размещается матовое стекло с нижней подсветкой для удобства рассматривания киноплёнки на просвет.
В отличие от остальной кинотехники, в которой киноплёнка движется в лентопротяжном механизме вертикально, в большинстве монтажных столов движение плёнки происходит в горизонтальной плоскости. Такая конструкция считается классической и повышает удобство работы монтажёра за счёт горизонтального расположения рулонов, не требующих предохранения от «рассыпания». Любой монтажный стол оснащён как минимум двумя дисками («тарелками»), на которых располагаются подающий и принимающий рулоны киноплёнки. При наличии двух лентопротяжных трактов количество дисков удваивается. В четырёхактовых столах используются восемь «тарелок». 
При этом разные тракты могут работать как независимо друг от друга, так и синхронно. Раздельное движение плёнок используется во время поиска совпадения изображения и фонограммы для их синхронизации, как правило по изображению хлопушки и её звуку. Наибольшее распространение получили трёхактовые столы, в которых один из лентопротяжных механизмов используется для киноплёнки, а два других — для фонограмм, например для речевой и музыкальной. Кроме столов, рассчитанных на один формат киноплёнки, распространение получили двухформатные столы, позволяющие работать как с киноплёнкой 35-мм, так и 16-мм.
Звукомонтажные столы, в отличие от обычных монтажных, дополнительно оснащаются звуковоспроизводящей системой и громкоговорителями. Для фотографических фонограмм устанавливается оптическая звукочитающая система, а для магнитных — воспроизводящие магнитные головки. Обе системы устанавливаются в каждом лентопротяжном механизме стола, позволяя считывать любые типы фонограмм, в том числе совмещённые на плёнке с изображением. Современные звукомонтажные столы предусматривают возможность работы с цифровыми фонограммами на различных носителях. При этом синхронизация происходит автоматически по временны́м кодам фонограммы и футажным номерам киноплёнки. Склейка рабочих позитивов производится скотчем при помощи склеечного полуавтомата, а негатива — клеем.

## Порядок работы

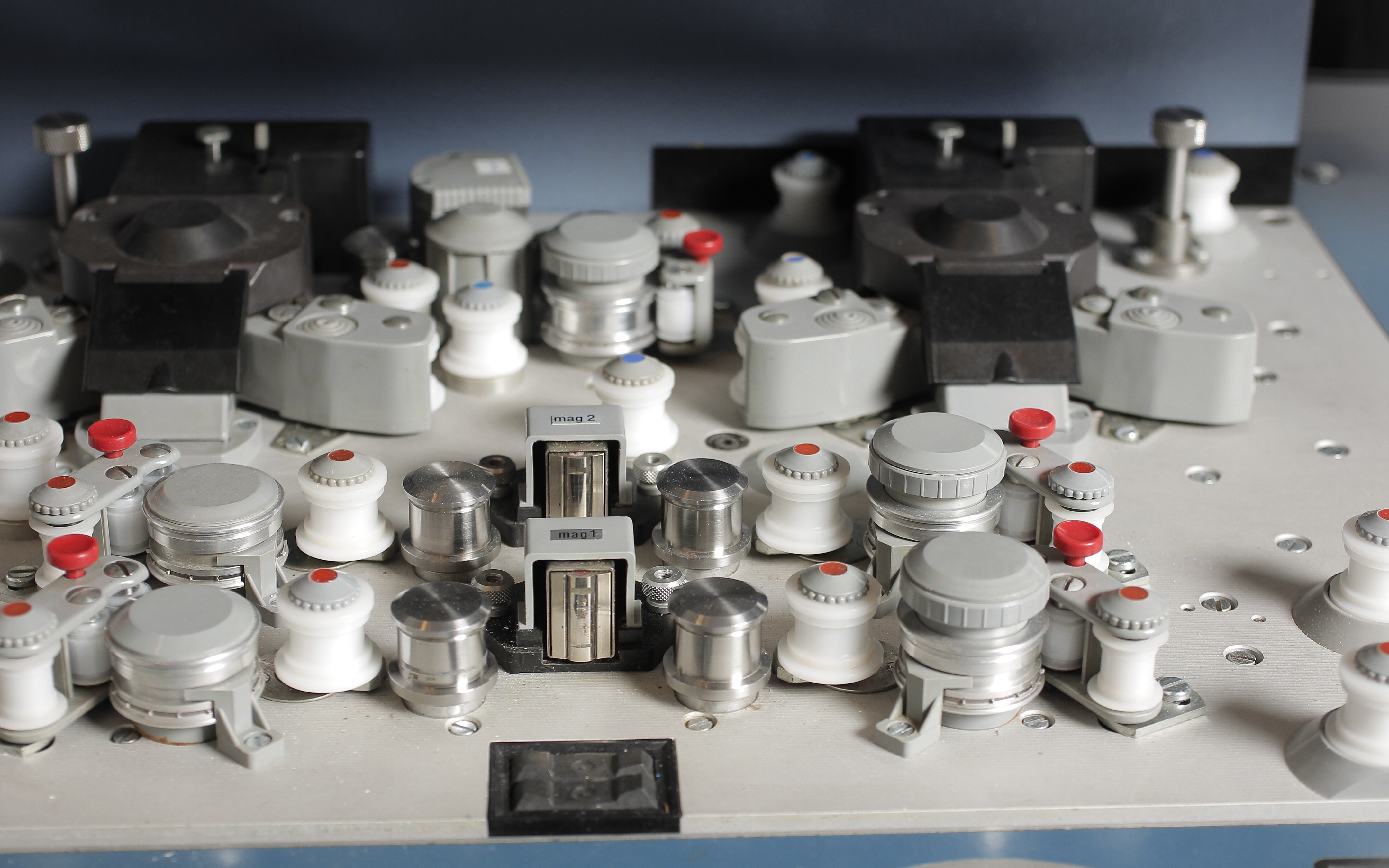
Механизм профессионального четырёхактового звукомонтажного стола. На переднем плане видны магнитные головки двух лентопротяжных трактов для фонограмм, сзади расположены два оптических блока для киноплёнок изображения с разных камер

Перед началом работы плёнки с изображением и фонограммой синхронизируются. Для этого они заряжаются в соответствующие лентопротяжные тракты стола, после чего определяется взаимное положение плёнок, соответствующее синхронному звучанию. В большинстве случаев совмещение производится по изображению хлопушки или другим синхронным отметкам, если они предусмотрены конструкцией киносъёмочного и звукозаписывающего аппаратов. Чаще всего, момент срабатывания хлопушки отмечается крестами на плёнках с изображением и фонограммами. 
После этого лентопротяжные тракты переключаются на синхронный ход и производится просмотр и прослушивание всего материала при нормальной скорости, соответствующей частоте киносъёмки. Кинорежиссёр (чаще всего, совместно с оператором-постановщиком и звукорежиссёром) производит отбор годных дублей, которые вырезаются монтажёром из рабочих позитивов изображения и фонограммы, используемых при первичном монтаже.  
После отбора дублей ролики склеиваются в общие рулоны в порядке, соответствующем сценарию. Отрезки рабочего позитива изображения склеиваются в один рулон, а отрезки киноплёнки или магнитной ленты с фонограммой — в другой. В случае двух фонограмм (например, речевой и музыкальной или речевой и шумовой) склеиваются два соответствующих рулона. В немых сценах, рассчитанных на последующее озвучение, монтируется только изображение, а к фонограммам подклеиваются пустые ракорды такой же длины. 
При монтаже съёмок с двух камер на четырёхактовых столах одновременно на двух экранах просматриваются обе киноплёнки, синхронизированные друг с другом и с фонограммами. При этом определяются места склеек между изображениями разных камер, в которых на обеих киноплёнках делаются отметки. 
После разметки всего эпизода киноплёнки разрезаются по отметкам и склеиваются в «шахматном порядке» таким образом, чтобы конец отрезка плёнки одной камеры стыковался с началом соседнего отрезка плёнки другой. В результате на склеенном таким образом рабочем позитиве сочетаются кадры одной и той же сцены, снятые двумя камерами с разных точек и с разной крупностью плана. Благодаря синхронному ходу обеих плёнок в механизмах стола, склейка происходит таким образом, что синхронизация со звуком не нарушается и не происходит временно́го скачка изображения при переходах от одной камеры к другой. При большем количестве камер многокамерной съёмки, вклеивание изображения каждой следующей происходит поэтапно после монтажа первых двух киноплёнок. 
Смонтированные изображение и фонограмма используются в дальнейшем при записи музыки, шумовых эффектов, речевом озвучении и последующей приёмке фильма на двух плёнках. Утверждаемая съёмочной группой плёнка с фонограммой является результатом перезаписи, во время которой сводятся музыкальная, шумовая и речевая фонограммы, последняя из которых получена после первичного монтажа и озвучения в студии. После утверждения смонтированного рабочего позитива таким же образом производят монтаж негативов изображения и фонограммы в точном соответствии с местами склеек позитива, отсчитываемыми относительно футажных номеров.

## Марки монтажных столов

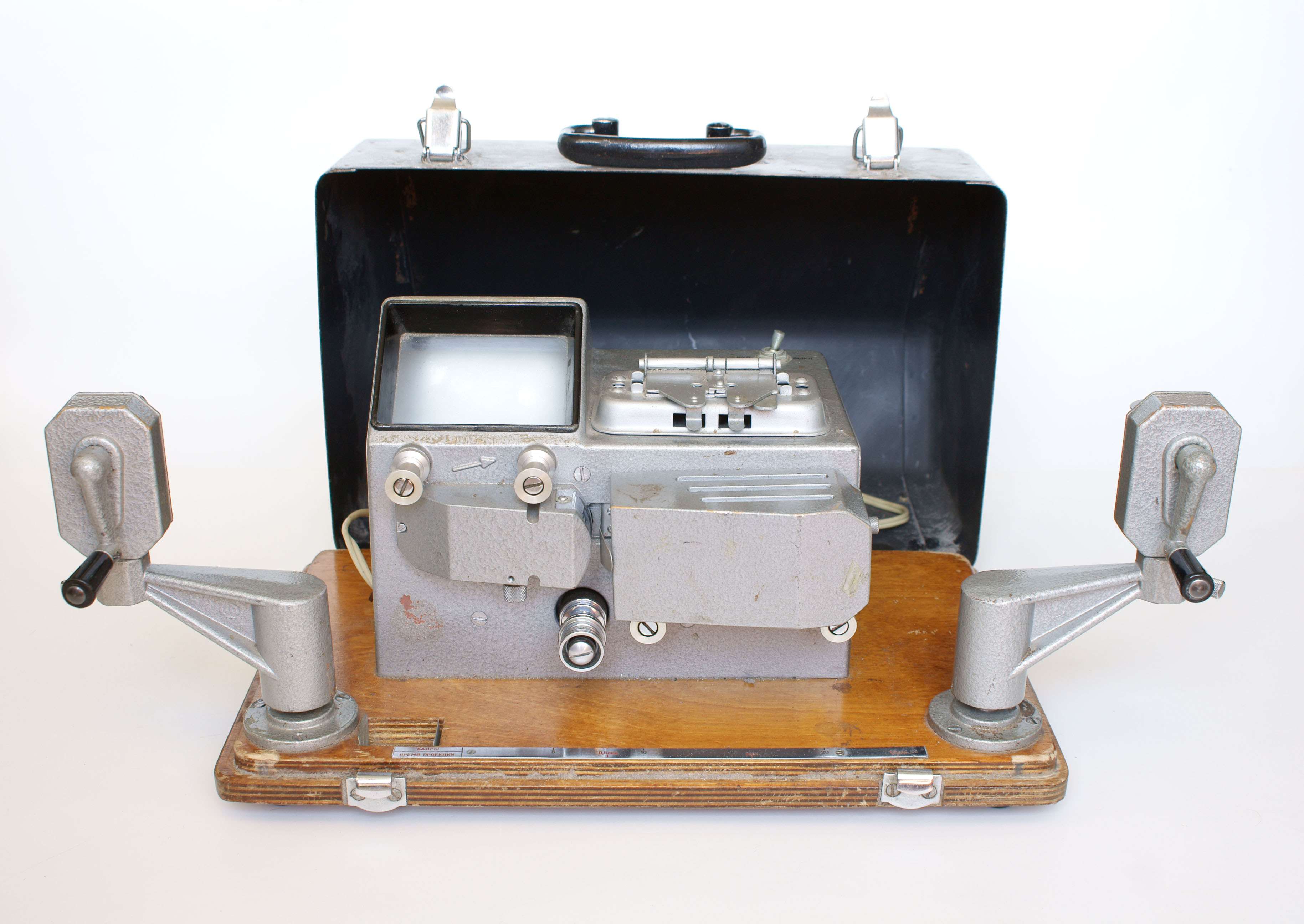
Любительский киноскоп для 16-мм киноплёнки «Экран-16»

В кинематографе наиболее известны звукомонтажные столы марки «Steenbeck», которая за 60 лет выпуска в Германии стала синонимом понятия «монтажный стол». Американская компания «Moviola», выпустившая первое в истории кинематографа монтажное приспособление, продолжает традиции, производя звукомонтажные столы прежней консольной компоновки с вертикальным расположением рулонов. Кроме этих популярных брендов монтажных столов существуют другие, которые выпускаются в Италии, Франции и Великобритании. В настоящее время их выпуск ограничен в связи с переходом кинематографа на цифровые технологии, при которых монтируется не киноплёнка, а её цифровая копия Digital Intermediate. Некоторые кинематографисты предпочитают классический монтаж плёночного негатива, который оцифровывается после склейки. В этом случае используются монтажные столы.
В СССР звукомонтажные столы выпускались заводом «Ленкинап». Производились столы для 35-мм фильмов обычного и широкоэкранного форматов, а также столы для 16 и 70-мм киноплёнки (серий «16-УЗМС» и «70-УЗМС-1»). Отдельную категорию составляли столы для панорамного кино, поскольку изображение в этих киносистемах снималось одновременно на три киноплёнки. Одним из наиболее распространённых советских монтажных столов был стол для работы с 35-мм киноплёнкой «35-УЗМС-1». Звукомонтажный стол «35МС-21» оснащался компьютеризованной системой автоматического поиска монтажных меток по кодам на киноплёнке и магнитной ленте. Первые годы после появления широкоэкранных анаморфированных киносистем для монтажа фильмов этих форматов использовались обычные 35-мм столы, и монтажёр наблюдал на экране искажённое изображение, сжатое по горизонтали. Один из последних советских звукомонтажных столов «А742А» был оснащён тремя лентопротяжными трактами, и анаморфотной оптикой, дававшей широкоэкранное изображение нормальных пропорций. Модификация «А741А» была рассчитана на 16-мм киноплёнку. 
Кроме профессионального оборудования выпускались киноскопы, облегчающие монтаж любительского узкоплёночного немого кино: «Купава-8» и «Селена» для 8-мм киноплёнки, а также «Купава-16» и «Экран-16» для 16-мм.

## Интересные факты
- Работа на звукомонтажном столе показана в фильме «Прокол». Главный герой картины производит синхронизацию случайно записанной фонограммы автокатастрофы с переснятыми на киноплёнку фотографиями при помощи звукомонтажного аппарата «Мовиола».